# 1982年电子游戏界

## 事件
- 12月27日 － 游戏电视节目Starcade在美国TBS台开播。
- 杂志《电子游戏》举办了第三届街机游戏奖，授奖对象为1980－1981年发行的游戏。《吃豆人》（南梦宫吃豆人基板）赢得最佳街机奖，《爆破彗星》（雅达利2600）赢得最佳游戏机游戏奖，《星际掠夺者》（雅达利400/800）赢得最佳电脑游戏奖。

## 商业
- 8月－原营团社系统改名为艾尼克斯，进入电脑游戏发行业。
- Ultimate Play the Game（后Rare）建立。
- 艺电、Licasfilm Games、Compile、MicroProse、System 3和Artech Studios建立。
- 美国街机市场价值43亿美元[1]，家用游戏市场价值38亿美元[2]。
- 日本家用游戏市场约3000亿日圆[3]。

## 知名产品

### 游戏
街机
- 1月－世嘉发行《Zaxxon》，一款开创等角投影和斜向卷轴的游戏。
- 1月13日－Midway发行了《吃豆人小姐》；这是《吃豆人》的续作，但未经南梦宫的授权。同年晚些时候，它们又未经授权发行了《吃豆人婴儿》和《吃豆人+》，其中前者为弹珠台和电子游戏的结合。
- 4月19日－南梦宫发行了《打空气》。
- 8月－任天堂发行了宫本茂的《大金刚Jr.》。
- 9月24日－南梦宫发行了《顶尖车手》，这是最早采用立体声和四声道的游戏之一。游戏采用伪三位、后视视角画面， 成为当时最流行的竞速游戏。
- 10月－南梦宫发行《超级吃豆人》，这是第三款（也是第二款官方）吃豆人游戏。
- 11月－科乐美发行《时间巡游者》，游戏采用时间旅行主题和非线性游戏风格，卷轴各个方向可无限延伸，即玩家的飞行器可以自由的开阔空间中飞行[4]。
- 12月－南梦宫发行《铁板阵》。
- 12月31日－Gottlieb发行《Q*bert》。
- Bally/Midway先于同名电影发行《電子世界爭霸戰》。
- 华纳通讯的雅达利发行《量子》。
- 威廉姆斯电子发行《鸵鸟骑士》和《机器人大战：2084》。

游戏机
- 3月－雅达利2600版《吃豆人》发行。据信这是引发1983年美国游戏业大萧条事件的原因之一。
- 9月－动视发行了史蒂夫·卡怀特的《Megamania》。
- 10月13日－Mystique在雅达利2600发行了成人遊戲《卡斯特的复仇》。
- 12月－雅达利发行了《E.T.外星人》，这可能是电子游戏史上最差的遊戲，也是引发1983年美国游戏业大萧条的另一大游戏。
- 动视发行了史蒂夫·卡怀特的雅达利2600游戏《Barnstorming》。
- 美泰兒在Intellivision平台发行了Don Daglow的《乌托邦》；这是最早的模拟游戏之一。
- Starpath发行了史蒂芬·兰德隆的《弑龙者》（雅达利2600唯一的RPG），以及《Escape From the Mindmaster》（也是雅达利2600游戏）。
- 帕克兄弟发行了雅达利2600与Intellivision游戏《星球大战：帝国反击战》，这是最早的星球大战游戏。

电脑
- 8月24日－《创世纪II：女巫的复仇》发行。
- 光荣在NEC的PC-8001家用电脑发行了最早的日式RPG《The Dragon and Princess》[5]。这是RPG采用战略回合制战斗的先例[6]。
- 光荣发行了可能是最早的日本成人游戏《Night Life》[7][a]。
- 波音佳丽发行了另一款早期日本RPG《间谍大作战》。游戏改编自剧集《虎膽妙算》，将传统的奇幻设定改为先带间谍设定[9][10]。
- Edu-Ware在Apple II、雅达利8位电脑和IBM PC发行了《囚犯2》。
- Sir-Tech发行了《巫术II：钻石骑士》，这是巫术系列的第二作。
- 雪乐山在Apple II发行了《Time Zone》[11]。这款图形冒险游戏由罗伯塔·威廉姆斯编剧、监督，采用6张双面软盘储存[12]。

### 硬件
街机
- 1月－世嘉推出了街机主板世嘉Zaxxon，引入了等距投影和斜向卷轴。
- 9月－南梦宫推出了南梦宫顶尖车手，采用了两枚Zilog Z8002处理器，这是最早使用16位微处理器的街机主板[13]。主板支持伪3D、精灵活动块，发色数达3840[14]。

游戏机
- 雅达利推出雅达利5200家用游戏机。

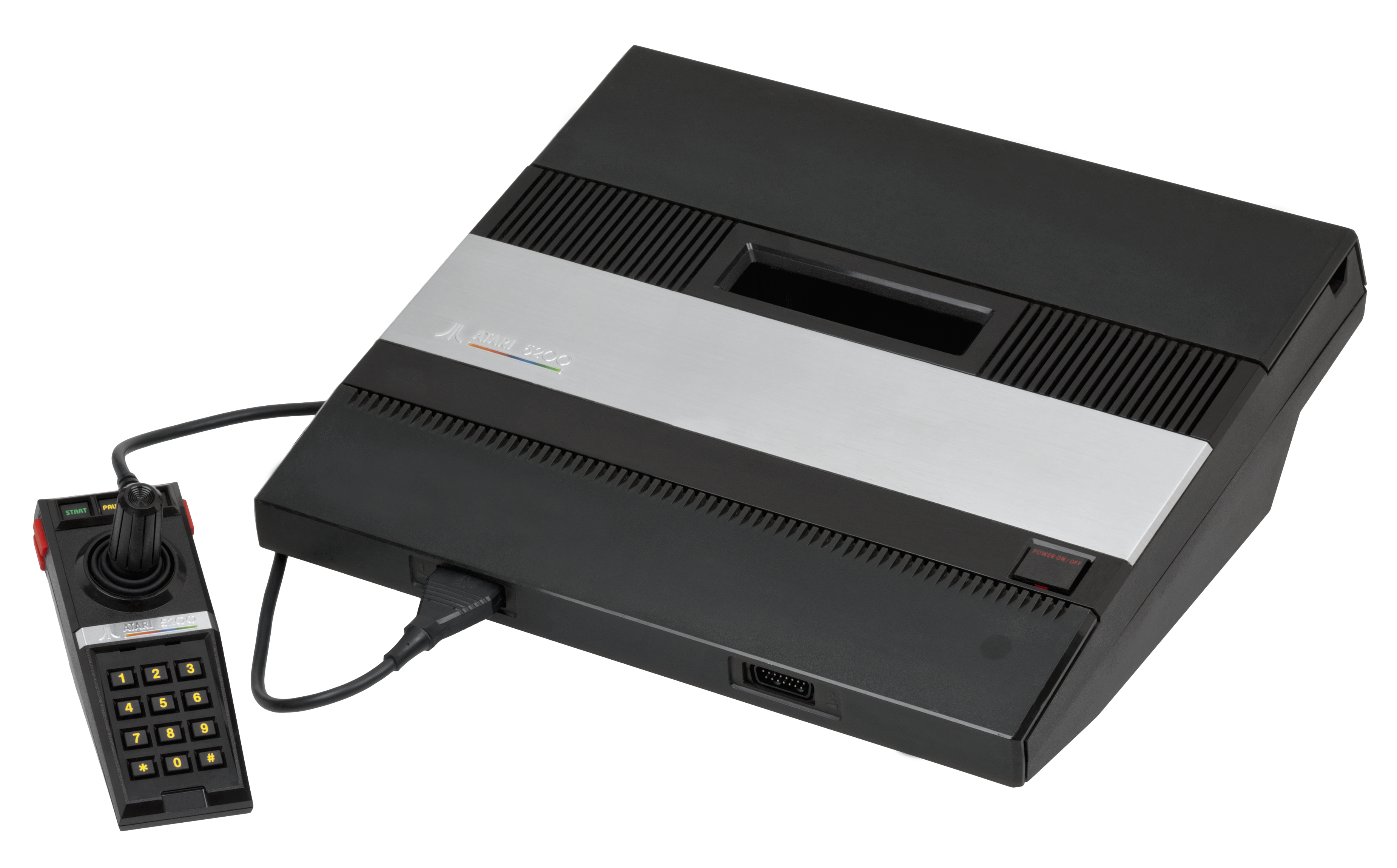
雅达利5200

- Astrocade（原Astrovision）推出Astrocade。
- Coleco产业推出家用游戏机雅达利2600的仿制版，Coleco Gemini。
- 爱默生推出Arcadia 2001家用游戏机。
- Entex推出Adventure Vision家用游戏机。
- General Consumer Electronics推出Vectrex家用游戏机。
- Coleco推出ColecoVision家用游戏机。

电脑

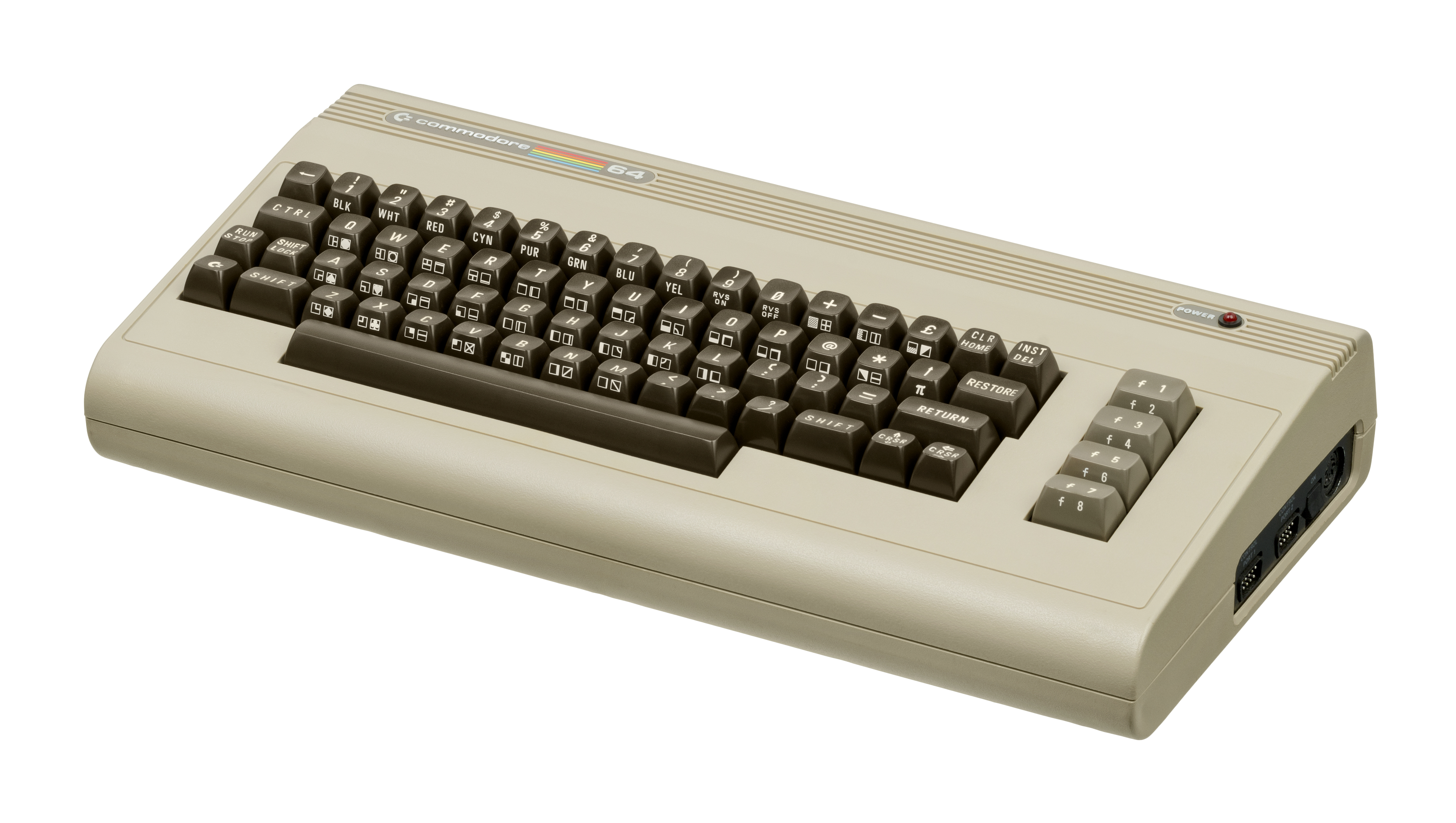
Commodore 64

- Commodore商业机器公司推出Commodore 64家用电脑，电脑后成为欧洲市场的领头羊，以及史上最畅销的电脑之一。
- NEC推出NEC PC-98，这是日本市场的领头者，亦是史上最畅销的电脑。电脑在日本外以“APC”名义发行。
- 夏普发行X1。
- 辛克莱研究推出ZX Spectrum家用电脑，这是英国当时最畅销的游戏电脑。